# Lista över universitet i Pennsylvania
Lista över universitet i Pennsylvania
| - Albright College - Allegheny College - Allegheny University of the Health Sciences (Konkurs; har övertagits av Drexel University College of Medicine) - Alvernia College - American College - Arcadia University (tid. Beaver College) - Baptist Bible College - Bloomsburg University of Pennsylvania - Bryn Athyn College of the New Church - Bryn Mawr College - Bucknell University - Cabrini College - California University of Pennsylvania - Carlow College - Carnegie Mellon University - Cedar Crest College - Chatham College - Chestnut Hill College - Cheyney University - Clarion University - College Misericordia - Curtis Institute of Music - Delaware Valley College - DeSales University (tid. Allentown College of St. Francis DeSales) - Dickinson College - Drexel University - Duquesne University - East Stroudsburg University of Pennsylvania - Eastern University (tid. Eastern College) - Edinboro University of Pennsylvania - Elizabethtown College - Franklin and Marshall College - Gannon University - Geneva College - Gettysburg College - Gratz College - Grove City College - Gwynedd Mercy College - Hanhemann Medical College (nu en enhet i Drexel University College of Medicine) - Harrisburg Area Community College - Haverford College - Holy Family College - Immaculata College - Indiana University of Pennsylvania - Juniata College - Keystone College - King's College - Kutztown University of Pennsylvania - La Roche College - Lafayette College - Lancaster Bible College - Lancaster Theological Seminary - LaSalle University | - Lebanon Valley College - Lehigh University - Lincoln University - Lock Haven University of Pennsylvania - Lycoming College - Mansfield University of Pennsylvania - Marywood University - Medical College of Pennsylvania (nu en enhet i Drexel University College of Medicine) (tid. Woman's Medical College of Pennsylvania) - Mercyhurst College - Messiah College - Millersville University - Moore College of Art and Design - Moravian College - Mount Aloysius College - Muhlenberg College - Neumann College - Peirce College - Pennsylvania College of Optometry - Pennsylvania College of Podiatric Medicine - Pennsylvania School of Art and Design - Pennsylvania State University System - Pennsylvania State University Abington - Pennsylvania State University Altoona - Pennsylvania State University Beaver - Pennsylvanias statliga universitetssystem (forts.) - Pennsylvania State University Erie, the Behrend College - Pennsylvania State University Berks - Lehigh Valley - Pennsylvania State University College of Medicine - Pennsylvania State University Commonwealth College - Pennsylvania State University Delaware County - Pennsylvania State University Dickinson School of Law (tid. Dickinson Law School) - Pennsylvania State University DuBois - Pennsylvania State University Fayette - Pennsylvania State University Great Valley - Pennsylvania State University Harrisburg - Pennsylvania State University Hazleton - Pennsylvania State University McKeesport - Pennsylvania State University New Kensington - Pennsylvania State University Mont Alto - Pennsylvania College of Technology - Pennsylvania State University Schuylkill - Pennsylvania State University Shenango - Pennsylvania State University University Park - Pennsylvania State University Wilkes-Barre - Pennsylvania State University Worthington Scranton - Pennsylvania State University York | - Philadelphia Biblical University - Philadelphia College of Pharmacy and Science (nu: University of the Sciences in Philadelphia) - Philadelphia University (tid. Philadelphia College of Textiles) - Point Park Morris College - Robert Morris College - Rosemont College - Saint Francis College - Saint Joseph's University - Saint Vincent College - Seton Hill College - Shippensburg University - Slippery Rock University of Pennsylvania - Susquehanna University - Swarthmore College - Temple University - Thiel College - Thaddeus Stevens State School of Technology - Thomas Jefferson University - University of Pennsylvania - University of Pittsburgh - University of Pittsburgh at Bradford - University of Pittsburgh at Greensburg - University of Pittsburgh at Johnstown - University of Pittsburgh at Titusville - University of Scranton - University of the Arts - University of the Sciences in Philadelphia (tid. Philadelphia College of Pharmacy and Science) - Ursinus College - Valley Forge Christian College - Villanova University - Washington and Jefferson College - Waynesburg College - West Chester University of Pennsylvania - Westminster College - Westminster Theological Seminary - Widener University - Wilkes University - Wilson College - York College of Pennsylvania |